# IC 1440
IC 1440 — галактика типу E? (еліптична галактика) у сузір'ї Водолій.
Цей об'єкт міститься в оригінальній редакції індексного каталогу.